# Vždycky zvítězit
Vždycky zvítězit (též Vždycky vyhrát, v anglickém originále Any Which Way You Can) je americká akční filmová komedie z roku 1980 v režii Buddyho Van Horna s Clintem Eastwoodem v hlavní roli a se Sondrou Locke, Geoffreym Lewisem, Williamem Smithem a Ruth Gordon ve vedlejších rolích. Film je pokračováním komediálního hitu Nikdy neprohrát z roku 1978. Herci z předchozího filmu se vrátili v pokračování příběhu Phila Beddoea (Eastwood), který se neochotně vrací z důchodu v nezákonném boxu holýma rukama, aby se utkal se šampiónem najatým mafií, která se nezastaví před ničím, aby zajistila, že se zápas uskuteční, zatímco neonacistický motorkářský gang, který Philo v předchozím filmu ponížil, se také vrací, aby se pomstil.

## Děj
Dva roky poté, co Philo Beddoe prohrál zápas s Tankem Murdockem, stále bojuje v ilegálních boxerských zápasech bez rukavic. Stále žije se svou matkou, bratrem Orvillem a orangutanem Clydem a rozhodne se odejít do důchodu, když si uvědomí, že si začíná užívat bolest. Jednoho večera potká ve své oblíbené hospodě svou bývalou přítelkyni, country zpěvačku Lynn Halsey-Taylorovou. Lynn se Philovi omluví a on jí odpustí. Stanou se opět párem a sestěhují se spolu.
Na scénu se vracejí Black Widows, motorkářský gang, který má s Philou nevyrovnané účty. Philo je však porazí v honičce, která vede skrz asfaltovací stroj, který opravuje silnice.
Mezitím Jack Wilson, nový typ bojovníka z východního pobřeží, který kombinuje bojová umění s boxem, vévodí ilegální boxerské scéně. Po zápase mezi mangustou a chřestýšem si jeden z organizátorů uvědomí, že kdyby Philo, král zápasníků západního pobřeží, souhlasil s bojem proti Wilsonovi, byl by to největší zápas v historii boxu bez rukavic. Philo souhlasí, ale po naléhání Orvilla a Lynn zápas odvolá. Organizátoři, vedení sázejícím Jimmy Beekmanem a podporovaní mafií, unesou Lynn, aby donutili Phila k účasti v zápase. Zápas se má konat nedaleko Jacksonu ve Wyomingu. Black Widows tam Phila pronásledují.
Wilson je však bojovník s morálkou. Když se dozví o spiknutí, pomůže Philovi a Orvillovi zachránit Lynn a společně zápas zruší. Oba muži se však chtějí dozvědět, kdo by vyhrál, a tak k rvačce dojde. Během boje si oba muži uvědomují vzájemnou úctu. Black Widows vsadí všechny své peníze na Phila a když mafiáni se pokusí Phila zabít, poté co získá převahu, Black Widows svůj vklad ochrání tím, že mafiány zbijí. Wilson Philovi zlomí ruku a nabídne ukončení zápasu, ale muži pokračují. Po dlouhém boji Philo Wilsona udeří tak, že na chvíli ztratí vědomí, což na zápasu stačí k vítězství. Wilson pomůže Philovi do nemocnice a pak si spolu vypijí v Million Dollar Cowboy Bar. Na cestě domů Philo a Black Widows (kteří jsou nyní bohatí) vyhlásí příměří a rozejdou se v dobrém. Beekman, jehož pokusy o zmanipulování zápasu ve prospěch Wilsona selhaly, nemůže zaplatit mafiánské sázky a je odsouzen k smrti. Po návratu do Kalifornie Phila a Lynn zastaví policista, který přišel o peníze sázením proti Philovi, a slíbí jim, že je za trest bude neustále obtěžovat. Lynn zvolá: „Doprava, Clyde!“ Clyde policistu udeří a oni odjedou.